# 토키와 타카코
도키와 다카코(일본어: 常盤 貴子, 1972년 4월 30일~)는 일본의 배우이다. 본명은 나가쓰카 다카코(長塚 貴子, 결혼 전 성은 도키와)이며, 소속사는 스타더스트 프로모션이다.

## 내력
- 1999년, 영화 《성월동화》에 장국영과 함께 출연했다.
- 2000년, 주연을 맡은 TBS 드라마 《뷰티플 라이프》30%를 넘는 평균시청률(최고시청률 41.3%)을 기록해, '휠체어 도키와 다카코 모델'이 등장하기도 했다[1].
- 2008년, 영화 《20세기 소년 시리즈》에서 유키지 역을 맡았다.

## 일화
- 하다 미카, 사와지리 에리카, 스즈키 에미, 하라 후미나 등 소속사 후배 팬들이 있다. 사와지리는 〈TV 가이드〉 2007년 9월 26일 호에서 스스로 토키와 팬이라고 밝혔다.
- 30세가 지나고 나서는 활동 무대를 드라마에서 영화, 연극으로 옮기고 있지만, 본인은 잡지 인터뷰 등에서 드라마를 홈 그라운드라고 말하고있다.

## 출연

### 드라마
1991년
- 《태평기》 (NHK 대하드라마) - 시녀 역(제48회, 최종회)

1993년
- 《악마의 키스》

1995년
- 《사랑한다고 말해줘》
- 《아직 사랑은 시작되지 않았어》

1996년
- 《미운 오리 새끼》
- 《한낮의 달》

1997년
- 《이상의 결혼》
- 《최후의 사랑》

2000년
- 《뷰티풀 라이프》

2001년
- 《카바치타레!》

2002년
- 《롱 러브레터~표류교실~》
- 《연애편차치 2》

2003년
- 《비운의 왕비》

2008년
- 《미소를 준 너에게: 여의사와 어릿광대의 도전》
- 《로스:타임:라이프》 7화
- 《비잔》

2009년
- 《천지인》 (NHK 대하드라마) - 나오에 가네츠구의 부인ㆍ오센(오센노 카타) 역

2010년
- 《엄마의 마지막 하루》

2011년
- 《타로의 탑》
- 《회랑정 살인사건》
- 《신의 부인》

2012년
- 《추신구라: 그 도리 그 사랑》

2013년
- 《솔개》

### 영화
- 1999년 《성월동화》
- 2000년 《파이터 블루》
- 2001년 《천년의 사랑: 히카루 겐지 이야기》
- 2004년 《붉은 달》
- 2005년 《별이 된 소년》
- 2006년 《마미야 형제》
- 2006년 《브레이브 스토리》
- 2006년 《지하철을 타고》
- 2007년 《다마모에》
- 2008년 《애프터 스쿨》
- 《20세기 소년 시리즈》
  - 2008년 《20세기 소년 제1장 강림》
  - 2009년 《20세기 소년 제2장 마지막 희망》
  - 2009년 《20세기 소년 최종장 우리들의 깃발》
- 2009년 《서랍 속 러브 레터》
- 2011년 《컷》
- 2011년 《더티 하츠》